# Liste des longs métrages croates proposés à l'Oscar du meilleur film international
Cet article présente la liste des longs métrages croates proposés à l'Oscar du meilleur film international.

## Films proposés par la Croatie
| Année (cérémonie) | Titre français                            | Titre original                            | Langue(s)                          | Réalisateur                             | Résultat    |
| ----------------- | ----------------------------------------- | ----------------------------------------- | ---------------------------------- | --------------------------------------- | ----------- |
| 1991 (64e)        | Krhotine – Kronika jednog nestajanja (hr) | Krhotine – Kronika jednog nestajanja (hr) | croate                             | Zrinko Ogresta (hr)                     | Disqualifié |
| 1992 (65e)        | Priča iz Hrvatske (hr),                   | Priča iz Hrvatske (hr),                   | croate                             | Krsto Papić                             | Non nommé   |
| 1993 (66e)        | Kontesa Dora (hr),                        | Kontesa Dora (hr),                        | serbo-croate, croate               | Zvonimir Berković (hr)                  | Non nommé   |
| 1994 (67e)        | Vukovar se vraća kući (hr),               | Vukovar se vraća kući (hr),               | serbe, croate                      | Branko Schmidt                          | Non nommé   |
| 1995 (68e)        | Isprani (hr),                             | Isprani (hr),                             | croate                             | Zrinko Ogresta (hr)                     | Non nommé   |
| 1996 (69e)        | Nausikaja (hr),                           | Nausikaja (hr),                           | serbo-croate                       | Vicko Ruić (sh)                         | Non nommé   |
| 1997 (70e)        | Lapitch, le petit cordonnier,             | Čudnovate zgode šegrta Hlapića            | croate, anglais, allemand          | Milan Blažeković                        | Non nommé   |
| 1998 (71e)        | Transatlantik (hr),                       | Transatlantik (hr),                       | croate                             | Mladen Juran (hr)                       | Non nommé   |
| 1999 (72e)        | Crvena prašina (hr),                      | Crvena prašina (hr),                      | croate                             | Zrinko Ogresta (hr)                     | Non nommé   |
| 2000 (73e)        | Le Fantôme de Tito,                       | Maršal                                    | croate                             | Vinko Brešan                            | Non nommé   |
| 2001 (74e)        | Kraljica noći (hr),                       | Kraljica noći (hr),                       | croate                             | Branko Schmidt                          | Non nommé   |
| 2002 (75e)        | Fine mrtve djevojke,                      | Fine mrtve djevojke,                      | croate                             | Dalibor Matanić                         | Non nommé   |
| 2003 (76e)        | Svjedoci,                                 | Svjedoci,                                 | croate                             | Vinko Brešan                            | Non nommé   |
| 2004 (77e)        | Duga mračna noć (hr),                     | Duga mračna noć (hr),                     | croate                             | Antun Vrdoljak                          | Non nommé   |
| 2005 (78e)        | Ta divna splitska noć (hr),               | Ta divna splitska noć (hr),               | croate, serbe, anglais             | Arsen Anton Ostojić (hr)                | Non nommé   |
| 2006 (79e)        | Libertas (hr),                            | Libertas (hr),                            | croate, vénitien, italie           | Veljko Bulajić                          | Non nommé   |
| 2007 (80e)        | Armin (hr),                               | Armin (hr),                               | bosnien, croate, allemand, anglais | Ognjen Sviličić (hr)                    | Non nommé   |
| 2008 (81e)        | Ničiji sin (sh),                          | Ničiji sin (sh),                          | croate                             | Arsen Anton Ostojić (hr)                | Non nommé   |
| 2009 (82e)        | Kenjac (hr),                              | Kenjac (hr),                              | croate                             | Antonio Nuić (hr)                       | Non nommé   |
| 2010 (83e)        | Crnci (sh),                               | Crnci (sh),                               | croate                             | Goran Dević (sh) et Zvonimir Jurić (ro) | Non nommé   |
| 2011 (84e)        | 72 dana (hr),                             | Sedamdeset i dva dana                     | croate, serbe                      | Danilo Šerbedžija                       | Non nommé   |
| 2012 (85e)        | Ljudožder vegetarijanac (hr)              | Ljudožder vegetarijanac (hr)              | croate                             | Branko Schmidt                          | Non nommé   |
| 2013 (86e)        | Le Chemin de Halima                       | Halimin put                               | bosnien                            | Arsen Anton Ostojić (hr)                | Non nommé   |
| 2014 (87e)        | Kauboji (gl)                              | Kauboji (gl)                              | croate                             | Tomislav Mršić                          | Non nommé   |
| 2015 (88e)        | Soleil de plomb                           | Zvizdan                                   | croate                             | Dalibor Matanić                         | Non nommé   |
| 2016 (89e)        | S one strane                              | S one strane                              | croate                             | Zrinko Ogresta (hr)                     | Non nommé   |
| 2017 (90e)        | Ne gledaj mi u pijat                      | Ne gledaj mi u pijat                      | croate                             | Hana Jušić                              | Non nommé   |
| 2018 (91e)        | Osmi povjerenik (gl)                      | Osmi povjerenik (gl)                      | croate                             | Ivan Salaj                              | Non nommé   |
| 2019 (92e)        | Mali (sh)                                 | Mali (sh)                                 | croate                             | Antonio Nuić (hr)                       | Non nommé   |
| 2020 (93e)        | Dopunska nastava (gl)                     | Dopunska nastava (gl)                     | croate                             | Ivan-Goran Vitez                        | Non nommé   |
| 2021 (94e)        | Tereza37                                  | Tereza37                                  | croate                             | Danilo Šerbedžija                       | Non nommé   |
| 2022 (95e)        | Sigurno mjesto (de)                       | Sigurno mjesto (de)                       | croate                             | Juraj Lerotić                           | Non nommé   |
| 2023 (96e)        | Tragovi (es)                              | Tragovi (es)                              | croate                             | Dubravka Turic                          | Non nommé   |